# Тарін Павер
Тарін Стефані Павер (англ. Taryn Stephanie Power; 13 вересня 1953, Лос-Анджелес, Каліфорнія — 26 червня 2020, Віроква, Вісконсин) — американська акторка.

## Життєпис
Тарін Стефані Павер народилась 13 вересня 1953 року у Лос-Анджелесі. Її батьками були актори Тайрон Павер та Лінда Крістіан. Її старша сестра — співачка Роміна Павер. Коли 1956 року батьки розлучилися, її матір з обома доньками переїхала спочатку у Мексику, а потім до Європи, тож її дитинство пройшло переважно в Італії та Іспанії. 1958 року її батько помер від серцевого нападу.
Тарін Павер знялася у восьми фільмах, з яких перші два були іспаномовним, решта — англомовні. Найпомітніші серед її ролей Валентина де Вільфор у фільмі «Граф Монте-Крісто» (1975), де її партнерами стали Річард Чемберлен, Дональд Плезенс та Тоні Кертіс, а також Діон у стрічці «Сіндбад і око тигра» (1977) з Патріком Вейном та Джейн Сеймур у головних ролях. 1978 року за роль Діон вона отримала номінацію на премію Сатурн як найкраща акторка у фентезі.
Під час життя в Італії Тарін Павер мала роман зі співаком Лучіо Баттісті. 1975 року вона познайомилася в Лос-Анджелесі з фотографом Норманом Сіффом, з яким вступила у шлюб 1978 року, незадовго до народження їхньої дочки Таі. 1982 року Павер та Сіфф розлучилися. У 1980-х роках другим чоловіком акторки був рок-музикант Тоні Сейлс, син коміка Супі Сейлса. У пари народились двоє дітей — син Тоні (нар. 1982) та дочка Валентина (нар. 1983). Її третім чоловіком 1993 року став Вільям Гріндір. Разом з ним вона переїхала на ферму в резервації його рідного племені Віннебаго у штаті Вісконсин. 21 квітня 1996 року у подружжя народилася дочка Стелла. Другий та третій шлюби акторки також завершилися розлученням. Пізніше працювала вчителем у державному закладі для дітей-інвалідів. Була вегетаріанкою і активісткою з захисту оточуючого середовища та прав тварин.
Тарін Павер померла 26 червня 2020 року в себе вдома у місті Віроква, штат Вісконсин, в 66-річному віці від лейкемії.

## Фільмографія
| Рік  |   | Українська назва         | Оригінальна назва                     | Роль                 |
| ---- | - | ------------------------ | ------------------------------------- | -------------------- |
| 1972 | ф | Марія                    | Maria                                 | Марія                |
| 1974 | ф | Подорож божевільних      | Un Viaje de locos                     | Федора               |
| 1975 | ф | Граф Монте-Крісто        | The Count of Monte Cristo             | Валентина де Вільфор |
| 1976 | ф | Сліди                    | Tracks                                | Стефанія             |
| 1976 | ф | Дім задоволень для жінок | House of Pleasure for Women           | Олімпія              |
| 1977 | ф | Сіндбад і око тигра      | Sindbad and the Eye of the Tiger      | Діон                 |
| 1977 | с | Брати Гарді та Ненсі Дрю | The Hardy Boys / Nancy Drew Mysteries | Елен Холстед         |
| 1984 | ф | Морський змій            | The Sea Serpent                       | Маргарет             |
| 1985 | с | Метт Г'юстон             | Matt Houston                          | Дебора               |
| 1990 | ф | Їжа                      | Eating                                | Аніта                |